# Simone Simon (photographe)
Ne pas confondre avec l'actrice française Simone Simon.
Simone Simon, née à Nice, est une artiste photographe et réalisatrice française. Elle vit à Cagnes-sur-Mer.
Elle développe une pratique mêlant prises de vue, vidéos, enregistrements sonores et témoignages écrits. Chacun de ses projets est construit de façon pragmatique, pour rendre une réalité brute, souvent poétique.

## Carrière professionnelle
Simone Simon étudie les arts plastiques à l’École municipale d’arts plastiques de Nice, la Villa Thiole. En 1970, elle se dirige vers la photographie, et occupe des postes d’assistante dans des studios parisiens pendant quatre ans (Plateaux Sud, Studio Paul Genest). De 1976 à 2000, elle exerce à son compte dans l’univers de la mode et de la publicité (Club Med, Daniel Hechter, Réminiscence, Société des Bains de Mer de Monaco, éditions Condé Nast). A partir de 2000, elle développe une pratique artistique axée sur l’image, photo et vidéo, qu’elle enrichit d’enregistrements sonores et de témoignages écrits.

## Œuvre
Ancrée dans une démarche sociale et féministe, Simone Simon rend compte des réalités humaines : elle cherche dans les sujets qu’elle capte un témoignage vivant, s’intéressant à des anonymes évoluant au cœur d’un contexte particulier ou à des paysages témoins d'activités humaines disparues ou suggérées.

## Expositions personnelles
- 2023 Au rythme du paysage, Galerie Eva Vautier, Nice - Artiste invitée : Linda Sanchez
- 2023 Histoire d’eau, Galerie de l’École des beaux-arts de Versailles, Ville de Versailles
- 2019 Corps/Voix - Territoires de l'intime, commissariat de Chiara Palermo - Présentation et signature de l'ouvrage NU, recueil de photographie de femmes et témoignages - Préface de David Le Breton, texte de Chiara Palermo, Galerie Eva Vautier, Nice[1],[2],[3]
- 2017 Ne regardez pas le renard passer, installation sonore, Galerie Eva Vautier, Nice[4] - Invitée de l’artiste : Gilles Miquelis
- 2015 Paroles, centre d’hébergement et de réinsertion sociale Les Yuccas, Nice - En collaboration avec les femmes et les enfants résidents
- 2014 Ainsi va la lumière, Galerie Eva Vautier, Nice - Invité de l’artiste : Joseph Dadoune
- 2013 L'art à l'abattoir, vidéo documentaire réalisée par Simone Simon et Eric Antolinos - Projection à La Station, Nice
- 2011 Souriez, on se détruit, Maison Abandonnée / Villa Caméline, Nice[5] - Invité de l’artiste : Nicolas Buissart
- 2009 Les Portes du Saint-Pierre, Galerie Depardieu, Nice[6],[7]
- 2008 Boxing club, vidéo documentaire réalisée par Simone Simon et Eric Antolinos - Projection et prix du festival de courts-métrages de Nice, Un festival, c'est trop court!
- 2006 Nostalgie du présent, FNAC, Monaco
- 2006 Nostalgie du présent, La Station, Nice
- 2004 Sur le passage de quelques personnes à travers, Le Dojo, Nice

## Représentations dans les collections publiques
- Baie de somme 1 et Baie de Somme 2, photographies numérotées 1/2 - Ville de Versailles
- Nu Sans Tête, photographie numérotée 1/5 - Musée de la Photographie André Villers, Mougins
- Boxing Club, vidéo - Archives du Musée national de l'histoire de l'immigration, Paris[8]
- L'art à l'abattoir, vidéo - Musée d'art moderne et d'art contemporain (MAMAC), Nice
- Les Portes du Saint-Pierre, éd. Le Passager Clandestin - Archives du Musée national de l'histoire de l'immigration, Paris

## Filmographie
- Voie ferrée, Murcia, Andalousie - Vidéo haute définition, 6 minutes, 2013 - Film présenté en 2014 à la galerie Eva Vautier à Nice, à l’occasion de l’exposition personnelle de l’artiste, Ainsi va la lumière
- Nice Blockhaus, Wissant - Vidéo haute définition, 3 minutes, 2013 - Film présenté en 2014 à la galerie Eva Vautier à Nice, à l’occasion de l’exposition personnelle de l’artiste, Ainsi va la lumière
- Vol d’oiseaux au-dessus d’une manade abandonnée, Andalousie - Vidéo haute définition, 2 minutes, 2013 - Film présenté en 2014 au Château Grimaldi de Cagnes-sur-mer, à l’occasion de l’exposition collective, Mise en scène
- L’Art à l’abattoir - Réalisé par Simone Simon et Éric Antolinos - Vidéo haute définition, 31 minutes, 2012 - Film présenté à La Station, artist run space, Nice - Archives du Musée d’art moderne et d’art contemporain, Nice
- Boxing Club - Réalisée par Simone Simon et Éric Antolinos - Vidéo haute définition, 12 minutes, 2007 - Film présenté au festival de courts-métrages de Nice, Un festival c’est trop court ! - Film présenté au Short Film Corner du Festival de Cannes - Archives du Musée national de l’histoire de l’immigration, Paris

## Publications
- NU, éditions Eva Vautier, 2019 - Préface de David Le Breton, Texte de Chiara Palermo[9]
- Ne regardez pas le renard passer, édition d’artiste, 2016
- Les Portes du Saint-Pierre - Paroles de femmes sur leur cité, éditions Le Passager Clandestin[10], 2009 - Invitée des Rencontres de la photographie, Arles
- Nostalgie du présent, éditions E-DITE, Paris[11], 2006